# Kraftwerksgruppe Pfreimd

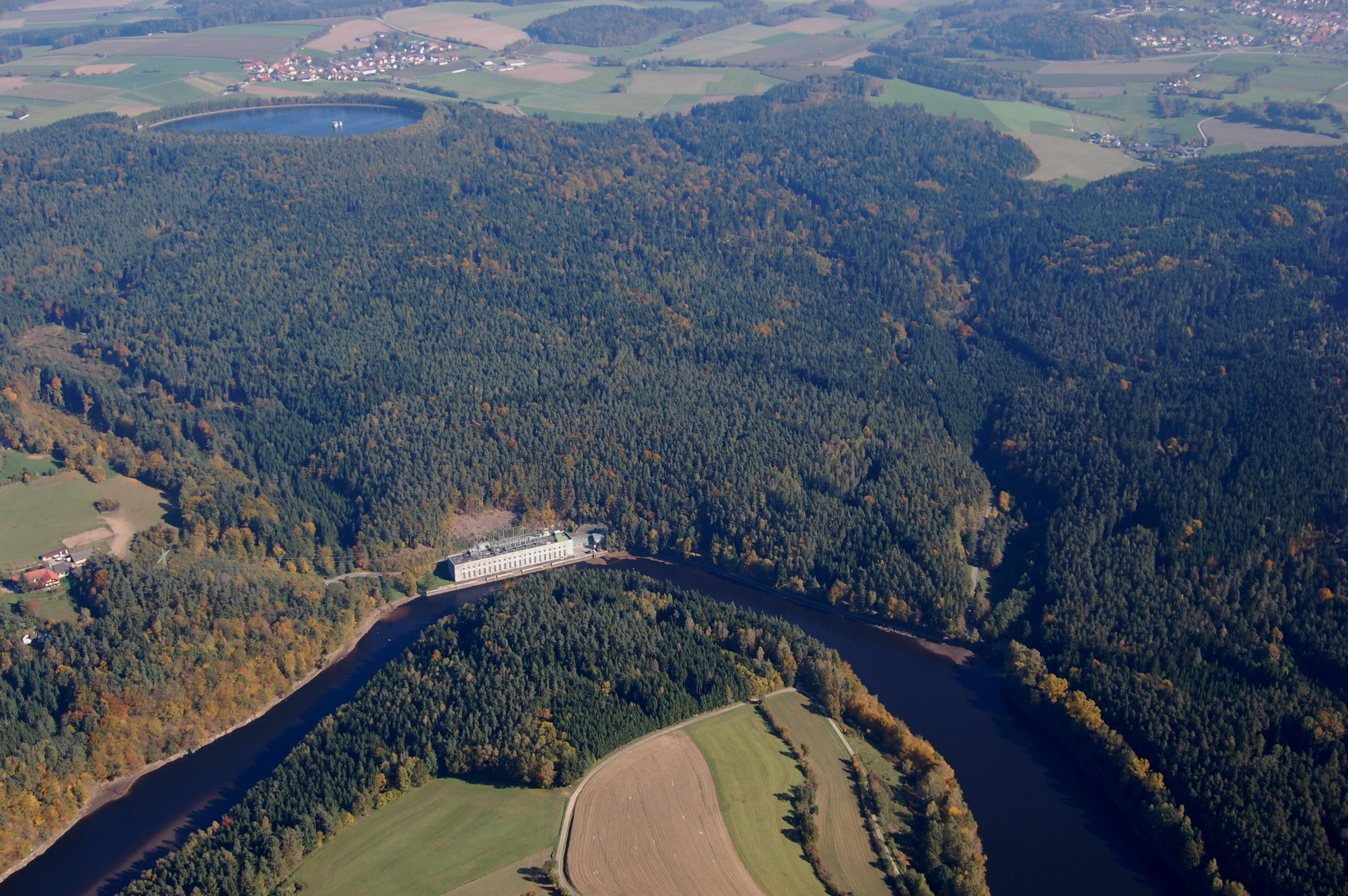
Werk Reisach mit Hochspeicher Rabenleite

Die Kraftwerksgruppe Pfreimd (nach ihrem Initiator auch Kraftwerksgruppe Jansen genannt) ist ein System von Speicherseen und Wasserkraftwerken der Pfreimd, eines Nebenflusses der Naab, im Oberpfälzer Wald im Osten von Bayern.

## Talsperren
Das System dient primär der Speicherung und Nutzung der Wasserkraft des Flusses zur Stromerzeugung; nur als Nebeneffekt können die Talsperren bei Bedarf auch zur Hochwasserregulierung gebraucht werden.
Die Gruppe besteht aus zwei Talsperren, die die Pfreimd aufstauen (Kainzmühlsperre und Trausnitztalsperre), einem Hochspeicherbecken (Hochspeicher Rabenleite) und drei Kraftwerken mit einer elektrischen Nutzleistung von insgesamt etwa 140 Megawatt (kombiniertes Pumpspeicher- und Laufwasserkraftwerk Tanzmühle, Pumpspeicherwerk Reisach und Laufwasserkraftwerk Trausnitz). Speicher und Kraftwerke sind durch drei Druckstollen verbunden. Elektrisch ist die Gruppe über eine 110-kV-Leitung an das Umspannwerk in Weiden (49° 38′ 49,4″ N, 12° 10′ 2,5″ O) angeschlossen.
Die Anlagen wurden in den 1950er-Jahren von der OBAG (Energieversorgung Ostbayern AG, vormals Oberpfalzwerke) erbaut und werden heute von Engie Deutschland GmbH betrieben.

## Geschichte
Der Bau des Systems wurde initiiert vom langjährigen Vorstandsvorsitzenden der OBAG, Bernhard Jansen, dem zu Ehren die Gruppe später auch benannt wurde.
Die Anlagen der Gruppe wurden in drei Bauabschnitten zwischen 1951 und 1961 errichtet und in Betrieb genommen:
Im ersten Bauabschnitt (1951–55) wurde zunächst die Talsperre Trausnitz mit dem dortigen Kraftwerk errichtet (Inbetriebnahme 1952). Parallel wurde das Kraftwerk Reisach errichtet (allerdings zunächst mit nur zwei Maschinensätzen) und es wurde der Reisachstollen, der das Werk Reisach mit dem Hochspeicher über mehr als 1,3 km Entfernung verbindet, von zwei Seiten vorangetrieben.
Noch während der Bauarbeiten fiel der Beschluss, die Leistung der Anlage zu erhöhen: Hierfür wurde im Werk Reisach der Einbau eines dritten Maschinensatzes vorbereitet, am Trausnitzspeicher wurden die Stauklappen um 1 m erhöht und am Hochspeicher wurde der Umfassungsdamm erhöht, um das nutzbare Speichervolumen der beiden Speicher auf je 1,5 Mio. m³ zu vergrößern.
Ab 1954 wurde auch die Staumauer der Kainzmühltalsperre erhöht, es wurde das Werk Tanzmühle errichtet und es wurde der verbindende Eulengrundstollen vorangetrieben. Im Sommer 1955 gingen die Laufturbine im Werk Tanzmühle und die ersten beiden Pumpspeichersätze im Werk Reisach in Betrieb.
Im zweiten Abschnitt (1958/59) wurde der Pumpspeichermaschinensatz im Werk Tanzmühle installiert und über den Weinbergstollen an den Reisachstollen angeschlossen, so dass die Verbindung zum Hochspeicher hergestellt war.
Im dritten Abschnitt (1960/61) wurde schließlich die während des ersten Abschnittes vorbereitete Leistungserhöhung mit der Installation des dritten Maschinensatzes im Werk Reisach abgeschlossen.
Im Jahr 2001 ging die OBAG durch Fusion in E.ON Bayern AG auf und das Kraftwerk wurde von der Tochter E.ON Wasserkraft GmbH betrieben. 2009 tauschte E.ON aus kartellrechtlichen Gründen mehrere Kraftwerke mit GDF Suez, darunter auch die der Kraftwerksgruppe Pfreimd. Seitdem führt GDF Suez (inzwischen zu Engie umfirmiert) den Betrieb.
2018 wurde zudem ein Batterie-Speicherkraftwerk mit einer Leistung von 12,5 MW in Betrieb genommen.

## Bildergalerie

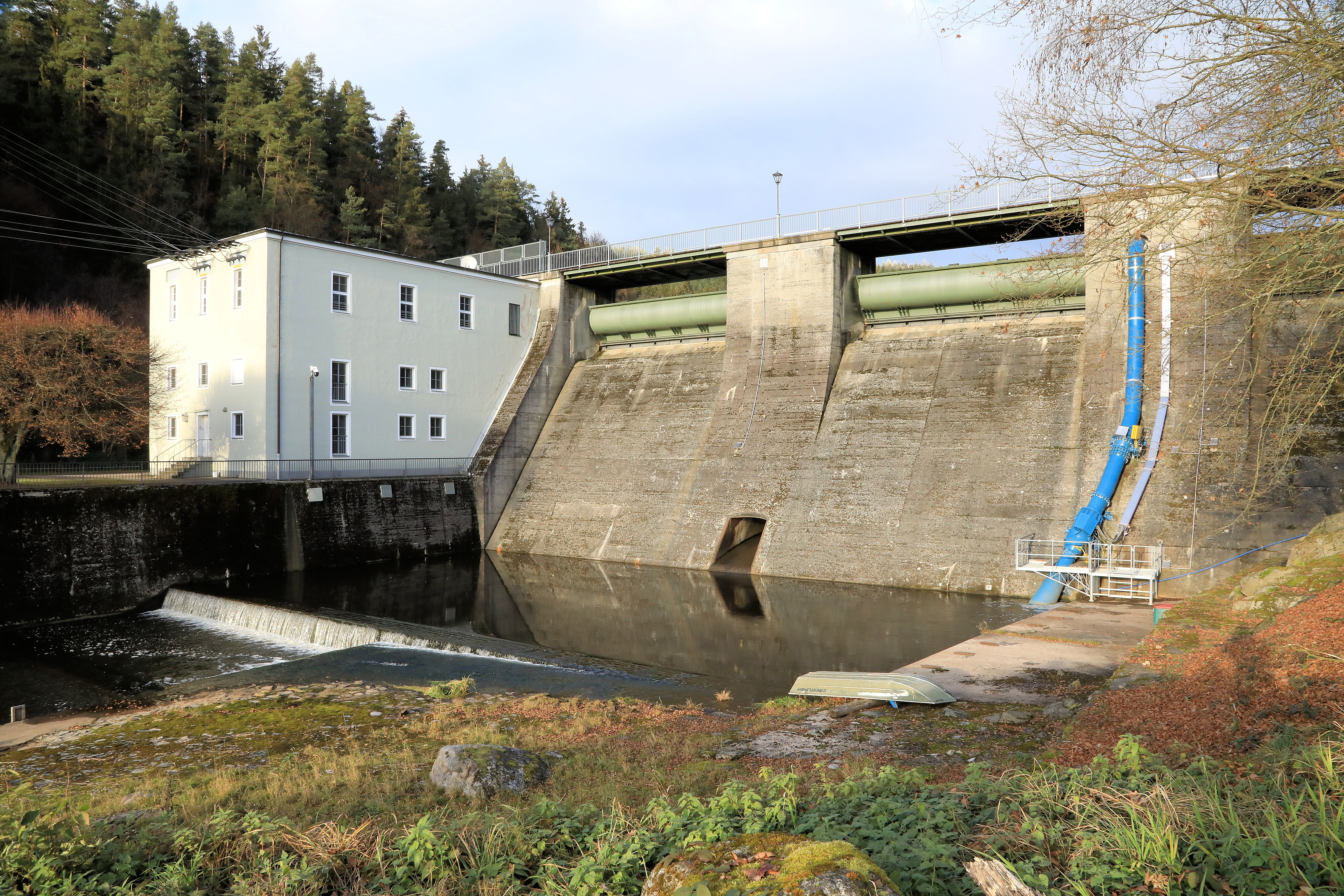
Kainzmühlsperre (2020)
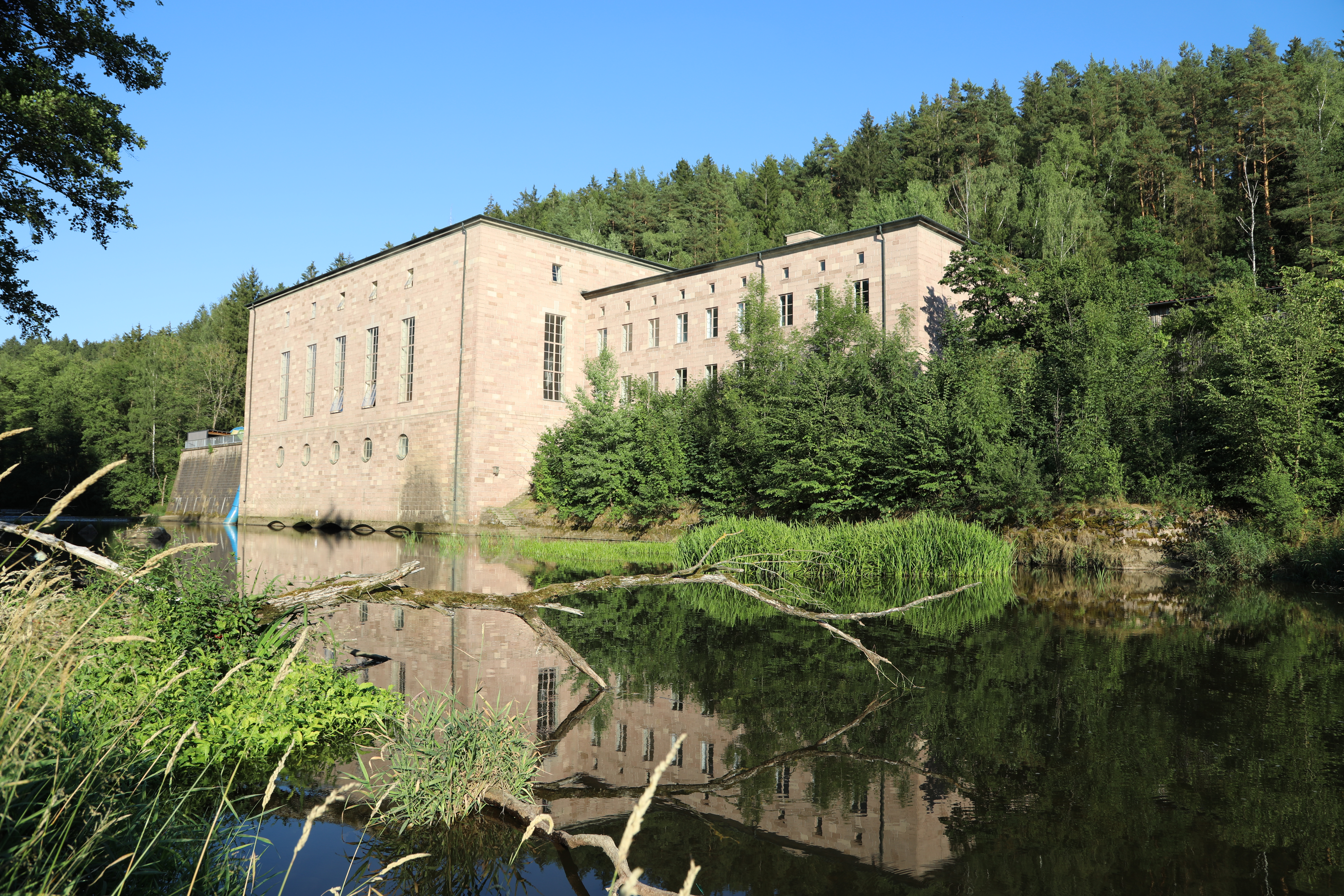
Pumpspeicherwerk Tanzmühle (2022)
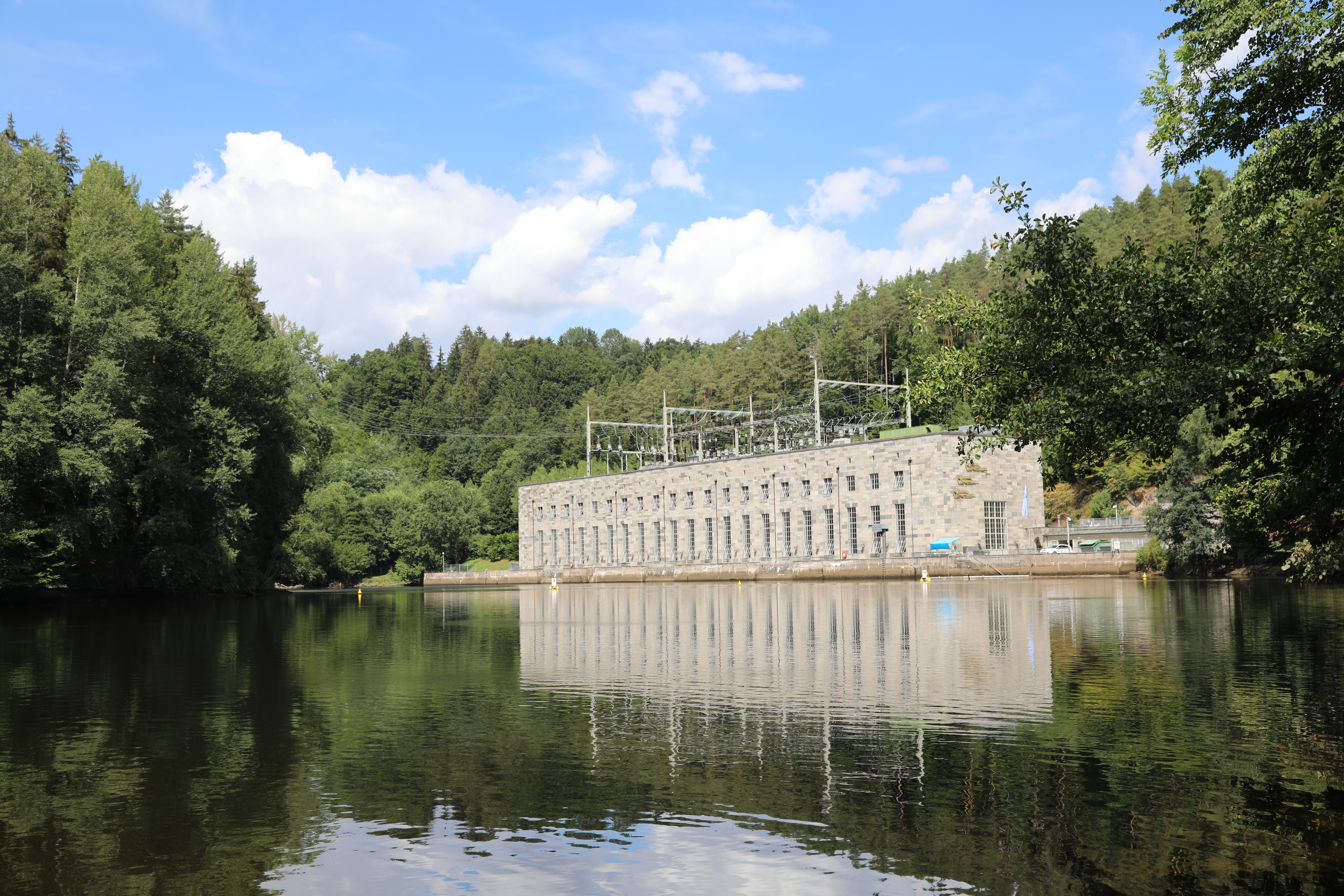
Das Maschinenhaus des Werks Reisach, größtes Kraftwerk der Gruppe (2022)
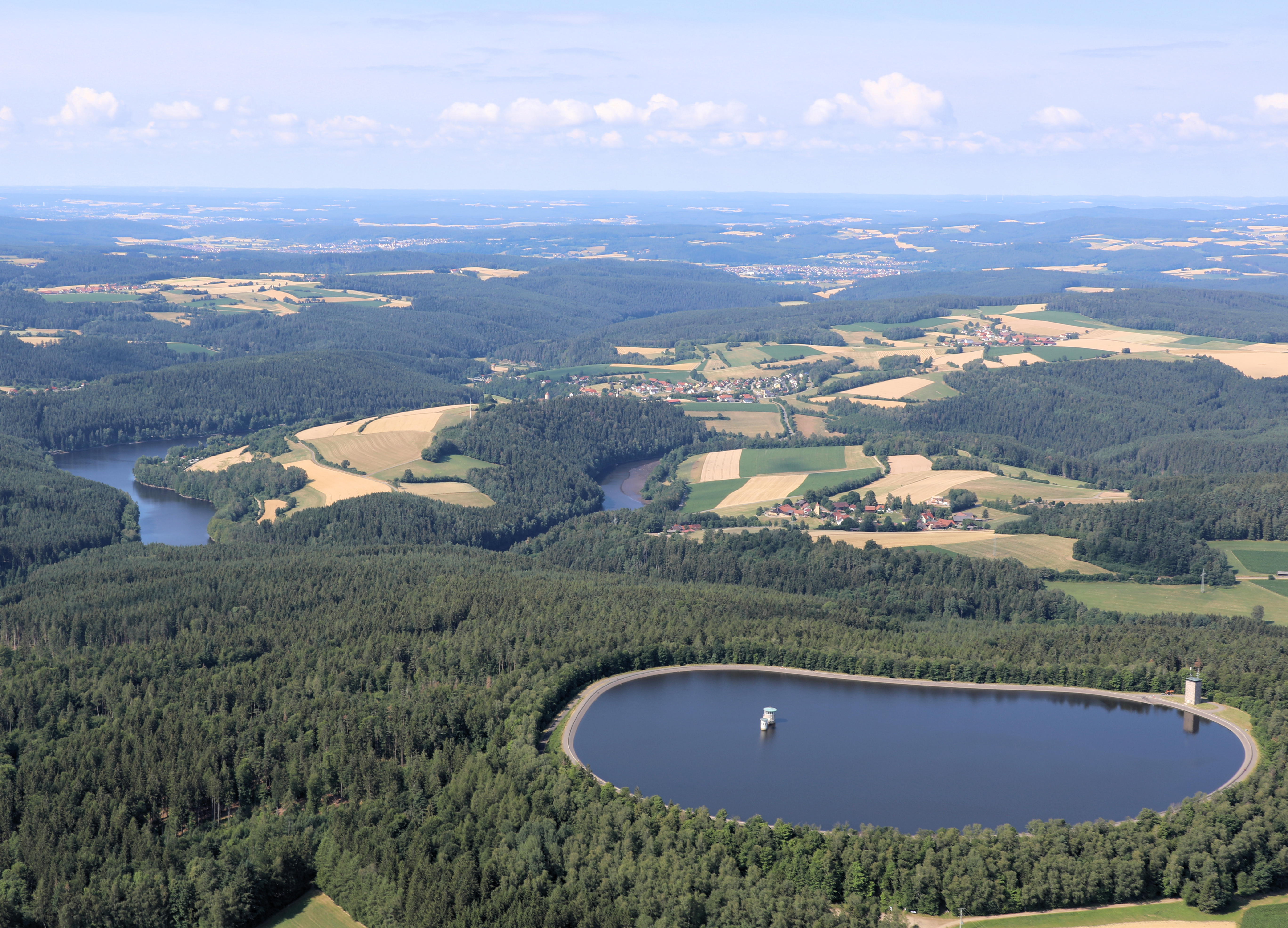
Hochspeicher Rabenleite (2019)
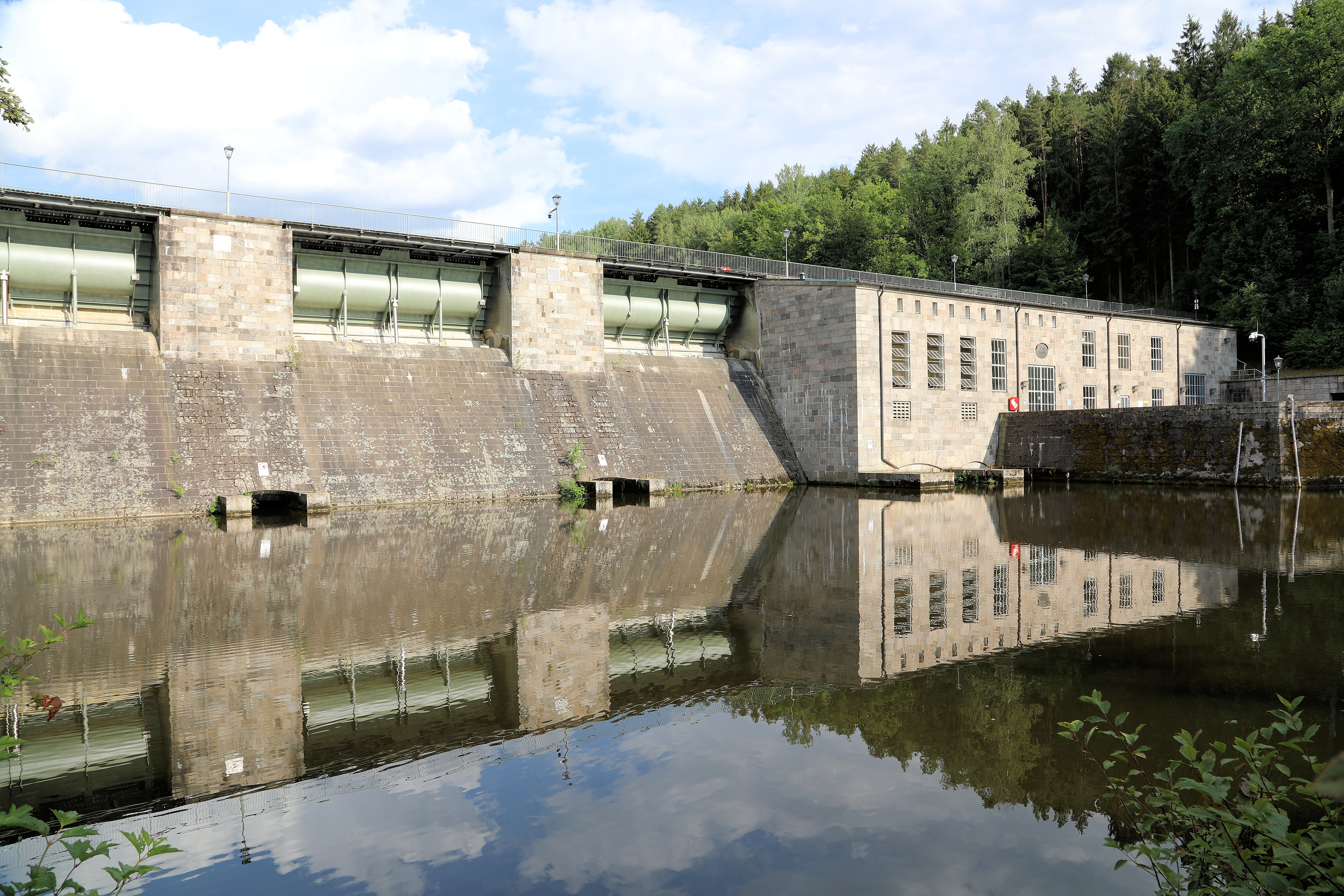
Die Trausnitztalsperre, Unterspeicher der Kraftwerksgruppe (2022)

## Technische Daten

### Speicherseen
| Name              | Lage                             | Funktion                  | Bauart    | Nutzinhalt  | Oberer Betriebswasserspiegel | Wasserspiegelschwankung |
| ----------------- | -------------------------------- | ------------------------- | --------- | ----------- | ---------------------------- | ----------------------- |
| Rabenleite        | 49° 32′ 24,9″ N, 12° 17′ 34,9″ O | Hochspeicher              | Becken    | 1,5 Mio. m³ | 586,15 m ü. NN.              | 15,4 m                  |
| Kainzmühlspeicher | 49° 34′ 29,6″ N, 12° 17′ 52,8″ O | Oberspeicher              | Talsperre | 0,8 Mio. m³ | 458,0 m ü. NN.               | 4,00 m                  |
| Trausnitzspeicher | 49° 31′ 10,3″ N, 12° 16′ 47,3″ O | Unter-/Ausgleichsspeicher | Talsperre | 1,5 Mio. m³ | 401,95 m ü. NN.              | 3,95 m                  |

### Kraftwerke
| Kraftwerk | Lage                            | Typ                                  | Turbinen / Pumpen (Leistung)                                 | Gefälle                   | Oberbecken              | Unterbecken       |
| --------- | ------------------------------- | ------------------------------------ | ------------------------------------------------------------ | ------------------------- | ----------------------- | ----------------- |
| Tanzmühle | 49° 33′ 8,2″ N, 12° 16′ 52,7″ O | Laufwasserkraftwerk (Ausgleichswerk) | 1 × Francis-Turbine (2,8 MW)                                 | 27 m (Eulengrundstollen)  | Kainzmühlspeicher       | Trausnitzspeicher |
| Tanzmühle | 49° 33′ 8,2″ N, 12° 16′ 52,7″ O | Pumpspeicherkraftwerk                | 1 × Francis-Turbine (35 MW) 1 × Kreiselpumpe (25 MW)         | 122,5 m (Weinbergstollen) | Hochspeicher Rabenleite | Trausnitzspeicher |
| Reisach   | 49° 31′ 48,3″ N, 12° 17′ 5,5″ O | Pumpspeicherkraftwerk                | 3 × Francis-Turbine (3 × 35 MW) 3 × Kreiselpumpe (3 × 28 MW) | 180 m (Reisachstollen)    | Hochspeicher Rabenleite | Trausnitzspeicher |
| Trausnitz | 49° 31′ 6,5″ N, 12° 16′ 21,1″ O | Laufwasserkraftwerk (Ausgleichswerk) | 2 × Kaplan-Turbine (1,75 MW)                                 | 11,2 m                    | Trausnitzspeicher       | - (Pfreimd)       |

### Druckstollen
Kraftwerke und Speicher sind über drei Druckstollen verbunden:
- Reisachstollen, 1315 Meter lang, verbindet Pumpspeicherwerk Reisach und Hochspeicher Rabenleite
- Eulengrundstollen verbindet Werk Tanzmühle und Kainzmühlspeicher
- Weinbergstollen, verbindet Werk Tanzmühle und Reisachstollen